# Álbum recopilatorio
Un álbum recopilatorio (también llamado como álbum de recopilación o simplemente recopilación) es un álbum musical que incluye canciones o melodías con similares características. La recopilación lanzada puede pertenecer a un cantante, músico, o banda, como también ser de varios artistas mezclados en un solo trabajo. Algunos tipos de álbumes de recopilación básicos son:
- Antología: es una recopilación de obras notables por algún motivo en particular, de alguien o algo en específico como pueden ser musicales, cinematográficas o literarias. En el contexto musical, una antología contendría una selección de canciones de un autor o artista y ésta puede ser de naturaleza cronológica, temática, personal o arbitraria; divulgando sus obras más representativas.

- Grandes éxitos: recopilaciones de las canciones más conocidas de un artista o banda. No necesariamente tienen que ser los sencillos lanzados a lo largo de una carrera musical.

- Recopilación de "Caras B": álbumes que incluyen las "caras B" (b-sides), las canciones que acompañaron a los sencillos ("caras a") en sus respectivos lanzamientos. Originalmente estas canciones solo fueron lanzadas en formato sencillo (tanto en vinilo como en CD-sencillo), aunque hay ocasiones donde también las caras B han sido incluidas en un álbum musical regular.

- Recopilación de varios artistas: álbum compuesto por varias canciones (generalmente conocidas, sencillos), pero interpretadas por varios artistas, generalmente con algo en común (estilo, época en la que fueron originalmente lanzados, etc).

- Sampler: Producciones de bajo costo, generalmente usados para poner en vitrina a artistas de una o más compañías discográficas.